# Friedrich Knop

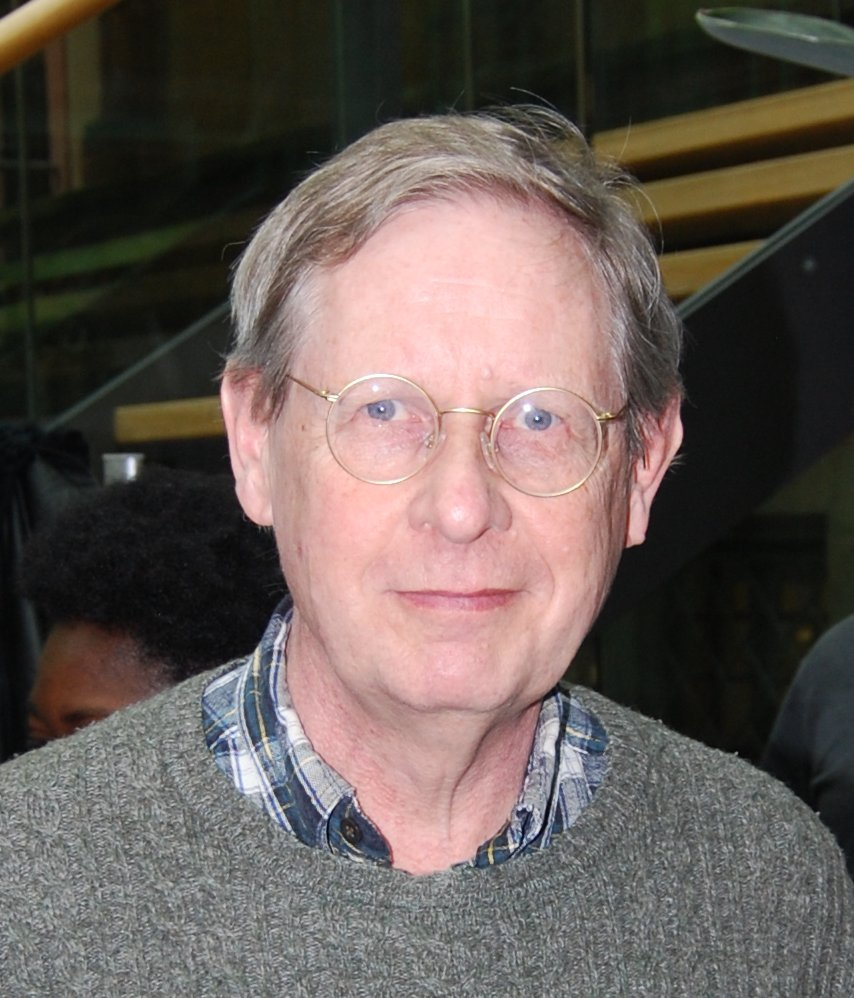
Friedrich Knop

Friedrich Knop (* 26. Januar 1958 in Hannover) ist ein deutscher Mathematiker und Professor für Algebra und Geometrie an der Friedrich-Alexander-Universität Erlangen-Nürnberg (FAU). Er beschäftigt sich überwiegend mit algebraischen Gruppen und Darstellungstheorie.
Knop schloss 1982 an der Universität Erlangen-Nürnberg ein Studium als Diplom-Mathematiker erfolgreich ab. 1987 wurde er bei Hanspeter Kraft an der Universität Basel mit der Arbeit Ein neuer Zusammenhang zwischen einfachen Gruppen und einfachen Singularitäten promoviert. Drei Jahre später habilitierte er sich ebenfalls in Basel. Ab 1992 arbeitete er zunächst als Associate Professor und dann, ab 1995, als Full Professor an der Rutgers University in New Brunswick, USA. Seit 2007 lehrt er als ordentlicher Professor für Mathematik an der FAU.
Seit 2018 ist er ordentliches Mitglied der Bayerischen Akademie der Wissenschaften.